# Свети Врх
Свети Врх (словен. Sveti Vrh) је насељено место у општини Мокроног-Требелно, регија Југоисточна Словенија, Словенија.

## Историја
До територијалне реорганизације у Словенији био је у саставу старе општине Требње.

## Становништво
У попису становништва из 2011. године, Свети Врх је имао 106 становника.
| Број становника према пописима | Број становника према пописима | Број становника према пописима |
| ------------------------------ | ------------------------------ | ------------------------------ |
| 1991                           | 2002                           | 2011                           |
| 100                            | 92                             | 106                            |

Напомена: Од 1955. до 1992. године исказивано под именом Врх над Мокроногом. Године 2008. извршена је мања размена територија између насеља Горење Лакнице и Свети Врх.